# レウコン1世
レウコン1世（希：Λεύκων、ラテン文字転記：Leucon、在位：紀元前393年-紀元前353年）はスパルトコス朝のボスポロス王である。
レウコン1世は先代の王サテュロス1世の子であり、次代の王スパルタコス2世の父である。レウコンはテオドシアを征服し、テオドシアからアテナイへと210万ディムノスの穀物を送った。そして彼はアテナイに穀物を輸入する交易商に対して免税措置を講じ、アテナイへの穀物輸送の優先権を認めたため、彼と彼の子孫はアテナイから感謝の印として名誉市民権を与えられた。

## 註
1. ↑  ディオドロス, XIV. 93, XVI. 31
2. ↑  ストラボン, VII. 4. 6
3. ↑  デモステネス, 「レプティネスへの抗弁」, 30-31